# Чон Мён Хун
Чон Мён Хун (кор. 정명훈?, 鄭明勳?, также Мюнг Ван Чунг (англ. Myung Whun Chung; род. 22 января 1953, Пусан) — южнокорейский пианист и дирижёр.

## Биография
Дебютировал как пианист в Сеуле в возрасте семи лет. В 1961 году отправился в США, учился в Маннес-колледже (Нью-Йорк) по классам фортепиано Нади Рейзенберг и дирижирования Карла Бамбергера, окончил в 1978 году аспирантуру в Джульярдской школе. В 1971 году дебютировал в Сеуле как дирижёр.
В 1974 году на Международном конкурсе имени П. И. Чайковского в Москве представлял США. Завоевал как пианист вторую премию, уступив только Андрею Гаврилову. В программе конкурса, в перечне участников и затем в списке лауреатов значился как «Мюнг Ван Чунг». Именно под этим именем стал известен в Советском Союзе, под ним был выпущен виниловый диск с конкурсной записью Второго фортепианного концерта Сен-Санса.
В 1978—1980 годах стажировался как дирижёр у К. М. Джулини в Филармоническом оркестре Лос-Анджелеса. В 1984 году стал музыкальным руководителем и главным дирижёром Симфонического оркестра Саарбрюккенского радио. В 1987—1992 годах — приглашённый дирижёр оперного «Театро Коммунале» во Флоренции.
В 1989—1994 годах — музыкальный руководитель Парижской национальной оперы, с 2000 — музыкальный руководитель Филармонического оркестра Французского радио, с 2005 — музыкальный руководитель Сеульского филармонического оркестра. С 1997 — главный дирижёр оркестра Национальной академии Санта-Чечилия. В качестве приглашённого дирижёра выступал и записывался с крупнейшими оркестрами мира.
Одна из его старших сестёр, Чон Кён Хва — скрипачка, другая, Чон Мён Хва — виолончелистка. Все они выступают вместе как «Трио семьи Чон».

## Творчество
Дирижировал операми Моцарта, Доницетти, Россини, Вагнера, Верди, Бизе, Пуччини, Массне, Прокофьева, Шостаковича и др.
Особенно известен интерпретациями Мессиана, дирижировал симфонией «Турангалила», оперой «Франциск Ассизский» и другими сочинениями мастера. Мессиан посвятил Чон Мён Хуну «Концерт для четверых исполнителей» (1990).
Был одним из первых исполнителей произведений Исана Юна в Европе.
Среди осуществлённых записей — произведения Гектора Берлиоза, Людвига ван Бетховена, Джузеппе Верди, Антонина Дворжака, Анри Дютийе, Мориса Дюрюфле, Оливье Мессиана,Карла Нильсена, Сергея Прокофьева, Николая Римского-Корсакова, Джоаккино Россини, Камиля Сен-Санса, Игоря Стравинского, Габриэля Форе, Дмитрия Шостаковича.

## Общественная деятельность
Выступал за демократизацию корейского общества. Деятельно участвует в борьбе с распространением наркотиков.

## Признание
Премия Артуро Тосканини (1989). Ассоциация музыкальных и театральных критиков Франции назвала его в 1991 «Человеком года». Он получил орден Почётного легиона (1992). Назван ЮНЕСКО «Человеком года» (1995). Премия «Грэмми» (1996). Почетный член Римской Национальной Академии Святой Цецилии (2002). Почётное звание «Посол корейской культуры».